# Lythrum hybridum
Lythrum hybridum är en fackelblomsväxtart som beskrevs av Michail Klokov. Lythrum hybridum ingår i släktet fackelblomstersläktet, och familjen fackelblomsväxter. Inga underarter finns listade i Catalogue of Life.